# ISO 14443
ISO/IEC 14443 es un estándar internacional relacionado con las tarjetas y dispositivos de seguridad de identificación personal electrónicas, en especial las tarjetas de proximidad, gestionado conjuntamente por la Organización Internacional de Estandarización (ISO) y la Comisión Electrotécnica Internacional (IEC).
El estándar ISO/IEC 14443 consta de cuatro partes y se describen dos tipos de tarjetas: tipo A y tipo B. Las principales diferencias entre estos tipos se encuentran en los métodos de modulación, codificación de los planes (parte 2) y el protocolo de inicialización de los procedimientos (parte 3). Las tarjetas de ambos tipos (A y B) utilizan el mismo protocolo de alto nivel (llamado T=CL) que se describe en la parte 4. El protocolo T=CL especifica los bloques de datos y los mecanismos de intercambio:
1. Bloque de datos de encadenamiento
2. Tiempo de espera de extensión
3. Múltiple activación

Está diseñado para que las cuatro partes del estándar se usen conjuntamente. Hay que tener en cuenta que en ninguna de sus cuatro partes hace referencia a la seguridad o encriptación de los datos que se intercambian.

## Parte 1 - Características físicas
En esta parte del estándar se hace referencia a otros estándares ya definidos anteriormente como es el ISO 7810:2019, ISO/IEC 7816 o el ISO/IEC 15457-1. Los puntos que toca son:
- Dimensiones físicas
- Flexión dinámica y tensión de torsión
- Campo magnético y eléctrico alterno
- Electricidad estática y campo magnético estático
- Temperatura de funcionamiento

Este estándar define una tarjeta de proximidad utilizada para identificación y pagos que por lo general utiliza el formato de una tarjeta de crédito definida por ISO 7816 - ID 1 (aunque otros formatos son posibles).

## Parte 2 - Interfaz de Señal y Potencia de Radiofrecuencia
En esta parte del estándar se especifica la potencia de radiofrecuencia y la señal de la interfaz para cada tipo de tarjeta (A y B). Los puntos que se definen en la misma son:
- Dimensiones eléctricas
- Diálogo inicial para tarjeta de proximidad
- Frecuencia a la que trabaja
- Funcionamiento del rango de resistencia magnética
- Señal de comunicación para tipo A y tipo B

Uno de los sistemas utilizados es el sistema RFID que utiliza un lector con un microcontrolador incrustado y una antena que opera a 13.56 MHz (frecuencia RFID). El lector mantiene a su alrededor un campo electromagnético de modo que al acercarse una tarjeta al campo, esta se alimenta eléctricamente de esta energía inducida y puede establecerse la comunicación lector-tarjeta.

### Comparación Tipo A y Tipo B
Las tarjetas de Tipo A se comunica con el lector de tarjetas mediante una codificación ASK o Manchester. Respecto al Tipo B esta comunicación se hace mediante una codificación BPSK o NRZ. Si la comunicación se realiza a la inversa, es decir, desde el lector a la tarjeta el tipo A recibe una señal codificada en ASK al 100% mientras que el tipo B recibe la misma al 10% (NRZ).

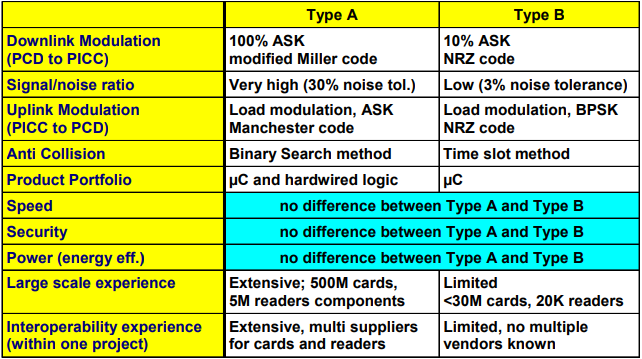
Tabla de comparación

## Parte 3 - Inicialización y anti-colisión
Se explica los mensajes enviados entre el lector de tarjetas y la misma y se define para cada tipo de tarjetas un método de anti-colisión. Es el comienzo de la comunicación donde intervienen mensajes de solicitud de comunicación.
Para el tipo A se utiliza un método de anti-colisión denominado arbitraje sabio y para el tipo B es el método de intervalo de tiempo.

## Parte 4 - Protocolo de transmisión
En esta parte del estándar se especifica un protocolo de transmisión de bloque semidúplex ya que define las necesidades para un entorno sin contacto y las secuencias de activación y desactivación del protocolo.
La tarjeta Calypso cumple con la norma ISO/IEC 14443 parte 1, 2, 3 y 4 de tipo B. Las tarjetas Mifare cumplen con las partes 1, 2 y 3 de tipo A de la especificación ISO/IEC 14443.